# Giro de Emília Feminino
O Giro de Emília (oficialmente: Giro dell'Emilia Internazionale Donne Elite) é uma competição de ciclismo feminina disputada na Itália, nos arredores de Bolonha. É a versão feminina da corrida do mesmo nome.
Criou-se em 2014 como corrida de categoria 1.2 e a sua primeira edição foi vencida pela ciclista italiana Rossella Ratto. Em 2015 a corrida ascendendo a categoria 1.1 (máxima categoria do profissionalismo para corridas de um dia femininas).

## Palmarés
| Ano  | Vencedor              | Segundo                | Terceiro              |
| ---- | --------------------- | ---------------------- | --------------------- |
| 2014 | Rossella Ratto        | Edwige Pitel           | Giorgia Bronzini      |
| 2015 | Elisa Longo Borghini  | Ashleigh Moolman Pasio | Amber Neben           |
| 2016 | Elisa Longo Borghini  | Ashleigh Moolman Pasio | Alena Amialiusik      |
| 2017 | Tatiana Guderzo       | Rasa Leleivytė         | Rossella Ratto        |
| 2018 | Rasa Leleivytė        | Arlenis Sierra         | Cecilie Uttrup Ludwig |
| 2019 | Demi Vollering        | Elisa Longo Borghini   | Nikola Nosková        |
| 2020 | Cecilie Uttrup Ludwig | Rasa Leleivytė         | Pauliena Rooijakkers  |
| 2021 | Mavi García           | Arlenis Sierra         | Rachel Neylan         |
| 2022 | Elisa Longo Borghini  | Veronica Ewers         | Sofia Bertizzolo      |
| 2023 | Cecilie Uttrup Ludwig | Marta Cavalli          | Juliette Labous       |
| 2024 | Elisa Longo Borghini  | Évita Muzic            | Juliette Labous       |
| 2025 |                       |                        |                       |

## Palmarés por países
| País          | Vitórias |
| ------------- | -------- |
| Itália        | 4        |
| Lituânia      | 1        |
| Países Baixos | 1        |